# Owen Sound

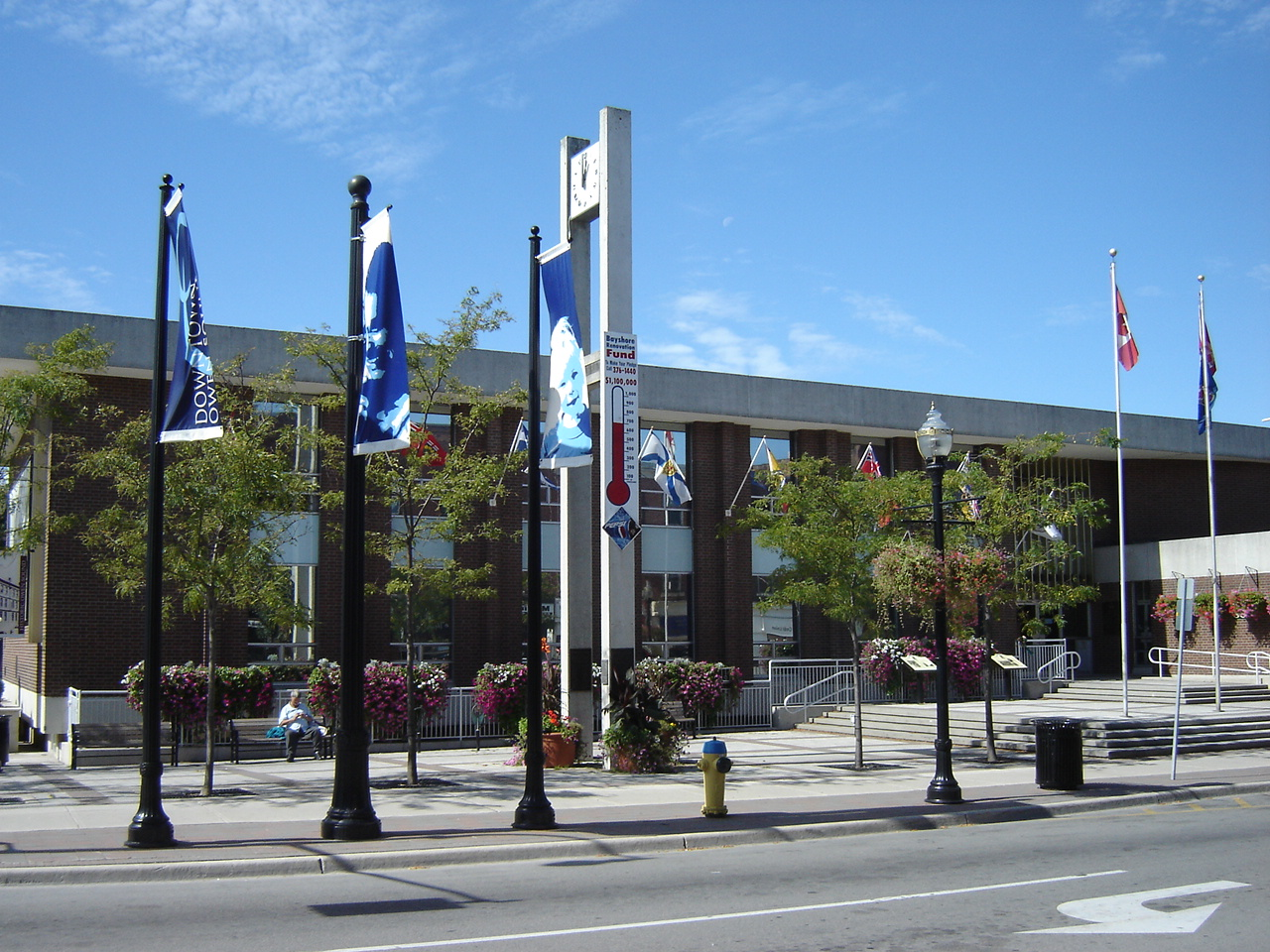
Stadshuset i Owen Sound

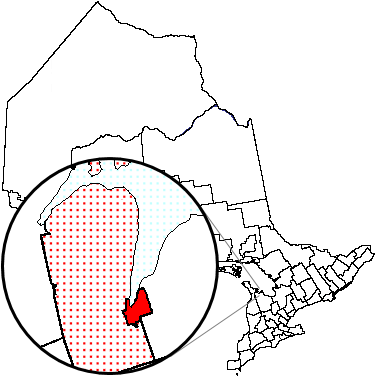
Owen Sounds läge i Ontario, med även förortskommunen Georgian Bluffs i väster markerat

Owen Sound är en stad i Ontario i Kanada och är belägen vid Huronsjön. Platsen började bosättas 1841 och fick först namnet Sydenham, vilket ändrades till Owen Sound år 1851 efter namnet på den vik där staden är belägen. Bosättningen fick en mer officiell status år 1857.

## Stad och storstadsområde
Staden, City of Owen Sound, har 21 753 invånare (2006) på en yta av 24,22 km². 
Det urbaniserade området inkluderar mindre områden utanför stadsgränsen och har 22 649 invånare (2006) på en yta av 25,98 km². Hela storstadsområdet, Owen Sound Census Agglomeration, består av Owen Sound samt kommunen Georgian Bluffs och har totalt 32 259 invånare (2006) på en yta av 627,80 km². 